# Pseudopanurgus rugosus
Pseudopanurgus rugosus là một loài Hymenoptera trong họ Andrenidae. Loài này được Robertson mô tả khoa học năm 1895.